# 千葉県道113号佐原多古線

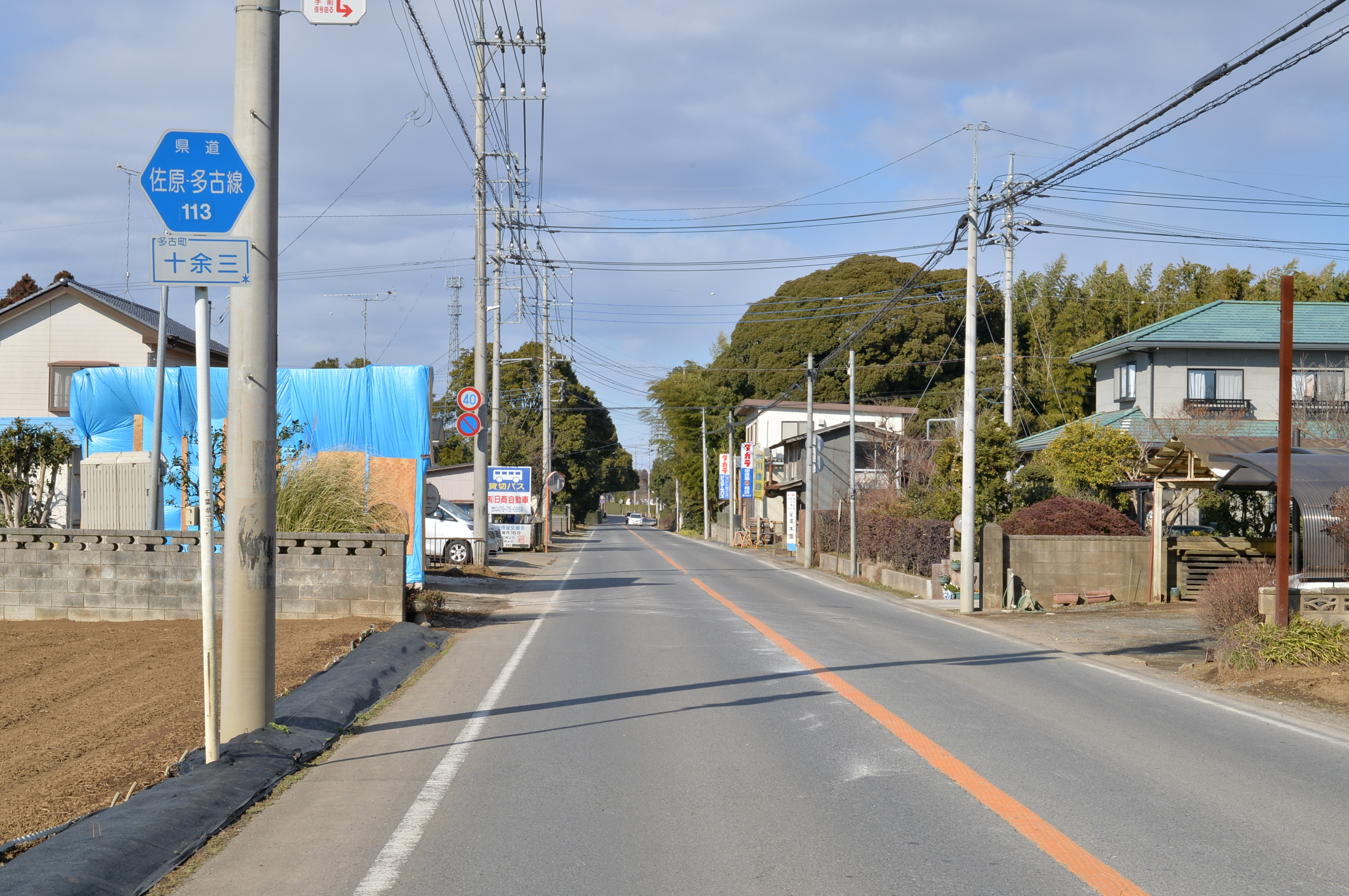
千葉県道113号佐原多古線
多古町十余三（2015年2月）

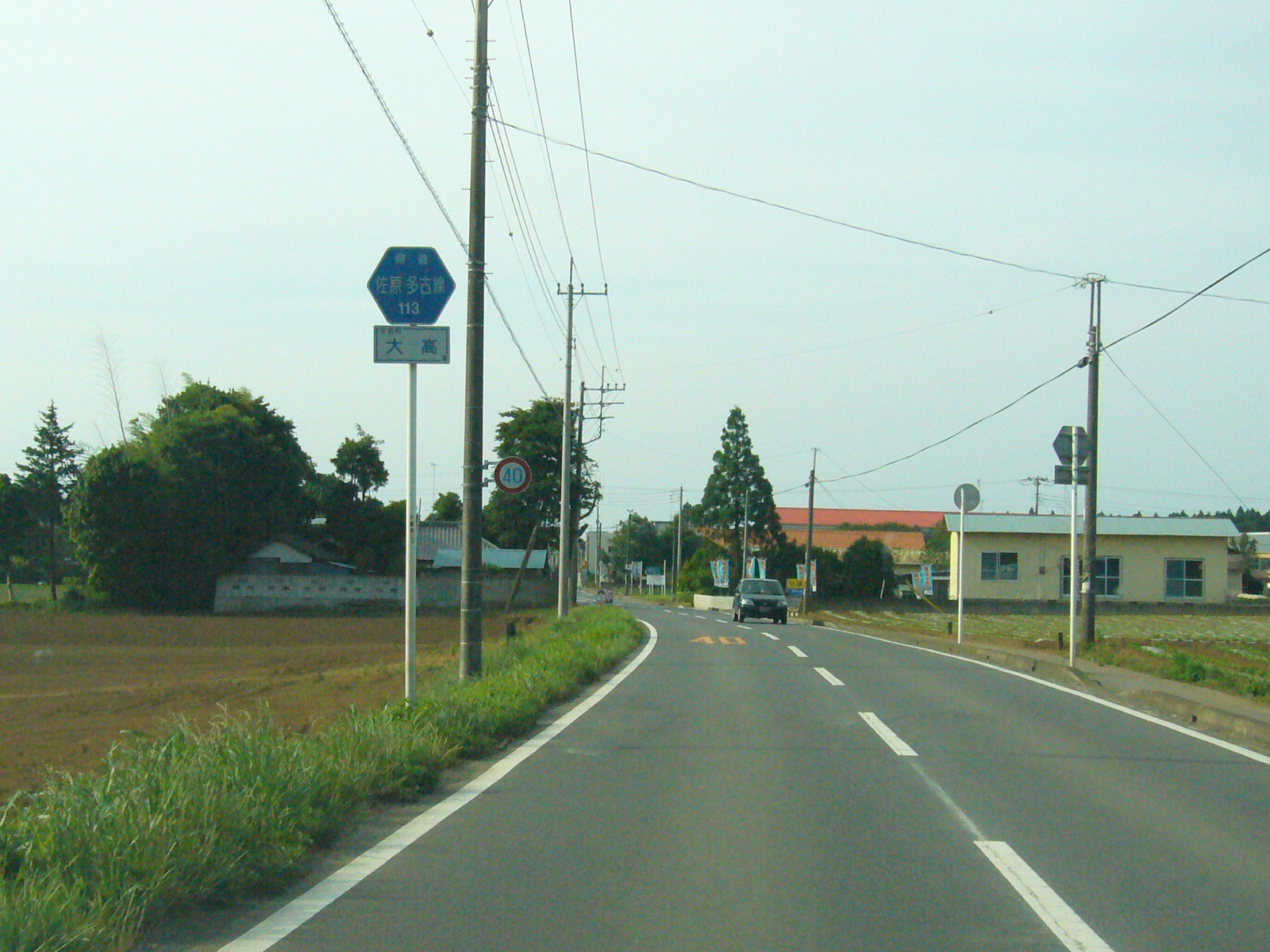
佐原多古線（多古町大高）

千葉県道113号佐原多古線（ちばけんどう113ごう さわらたこせん）は、千葉県香取市から、千葉県香取郡多古町に至る県道（一般県道）である。

## 概要
千葉県香取市佐原の水郷大橋南の千葉県道2号水戸鉾田佐原線との接続点を起点とし、千葉県香取郡多古町飯笹の飯笹入口の千葉県道79号横芝下総線との交点を終点とする路線。起点の水郷大橋南から、千葉県成田市桜田の桜田権現前交差点までは国道51号と重複する。
弘仁3年（812年） - 弘仁6年（815年）の東海大道と推定される。

### 路線データ
- 起点：千葉県香取市佐原（水郷大橋南＝千葉県道2号水戸鉾田佐原線交点）
- 終点：千葉県香取郡多古町飯笹（飯笹入口＝千葉県道79号横芝下総線交点）
- 総延長：9.886 km（成田土木事務所管内：8.848 km[1]、香取土木事務所管内：1.038 km[2]）
- 重用延長：0.011 km（成田土木事務所管内：0.011 km、香取土木事務所管内：0.0 km）
- 未供用延長：なし（成田土木事務所管内：0.0 km、香取土木事務所管内：0.0 km）
- 実延長：9.875 km（成田土木事務所管内：8.837 km[1]、香取土木事務所管内：1.038 km[2]）

## 歴史
- 1955年（昭和30年）5月27日 千葉県道113号佐原多古線として指定される。

## 路線状況

### 重複区間
- 国道51号
千葉県香取市佐原（水郷大橋南） - 千葉県成田市桜田（桜田権現前）

## 地理

### 通過する自治体
- 千葉県
  - 香取市 - 成田市 - 香取市 - 香取郡多古町

### 交差する道路
- 千葉県道2号水戸鉾田佐原線（千葉県香取市佐原、水郷大橋南、起点）
- 国道51号（千葉県香取市佐原、水郷大橋南 - 千葉県成田市桜田、桜田権現前、重複）
- 千葉県道44号成田小見川鹿島港線（千葉県香取郡多古町十余三）
- 千葉県道79号横芝下総線（千葉県香取郡多古町飯笹、飯笹入口、終点）